# Arcour
Arcour SA est une société concessionnaire français d'autoroutes, filiale du groupe Vinci, gestionnaire de l'autoroute A 19, dans son 2e tronçon entre Courtenay (raccordement à l'A19 existante et à l'autoroute A6) et Artenay (raccordement à l'autoroute A10). Côté Yonne, l’autoroute est concédée à Autoroutes Paris-Rhin-Rhône. La concession Arcour est valable jusqu'au 31 décembre 2070.

## Historique
Dans le cadre d'un appel d'offres européen, Arcour a concouru et remporté le contrat de concession pour la construction et l'exploitation de l'autoroute A19. Celui-ci a été décidé d'utilité publique par le décret du 21 août 1998. À la suite de cet appel d'offres, la concession a été établie pour une durée de 65 ans par un décret du 7 avril 2005.
L’autoroute A19 concédée à Arcour fait 101 km (99 km dans le Loiret, 2 km dans l’Yonne). Les travaux se sont déroulés de 2005 à début 2009, pour un coût de 800 millions d’euros. 
Elle a été mise en service le 16 juin 2009.

## Actionnariat
Arcour est une filiale à 90 % de Vinci Concessions.

## Exploitation
Arcour a confié à Cofiroute l'exploitation de l'autoroute. Un centre d'exploitation dédié a été créé à Fontenay-sur-Loing (Loiret).